# Pueblo Blanco (canción)
«Pueblo Blanco» es una canción del cantautor y poeta español Joan Manuel Serrat. El tema fue originalmente grabado para el disco Mediterráneo, que fue editado por la compañía discográfica Zafiro/Novola para su publicación en 1971.La canción es uno de los temas más reconocibles del artista y aparece recurrentemente en varios recopilatorios y discos en directo.

## Composición de la canción
La letra de la canción fue compuesta por el propio Serrat para el disco Mediterráneo. Al igual que el resto de los temas del disco, fue compuesta en su mayor parte en el hotel Batlle de Calella de Palafrugell, en la Costa Brava. En los primeros borradores trataba hacer una descripción de una joven a la que llamaba María la Negra pero en borradores sucesivos abandona esta idea para centrarse en un relato de un pueblo de la España rural. La letra elabora una descripción de un pueblo de la geografía andaluza o aragonés en la zona de Belchite, localidad de donde era originaria la madre del cantautor y donde el mismo Serrat paso varios veranos en su niñez.En su composición hay influencias de otros poetas como Federico García Lorca o Julio Mariscal.
La canción está compuesta con versos heptasílabos en seis estrofas y consta de tres partes. En el primer tercio el autor hace una descripción del pueblo y hace una reflexión sobre la vida y la muerte. En la segunda parte se centra en describir los deseos e incertidumbres de los habitantes del pueblo. Y en último tercio Serrat hace un alegato filosófico exhortando a los jóvenes a rebelarse contra el destino y a huir de un pueblo que se muere.En su letra, Serrat hace uso de varias herramientas literarias más propias de la poesía como pudieran ser los hipérbaton, las metáforas y la concatenacíon. Un ejemplo de lo último es el fragmento dedicado al paso del tiempo y el envejecimiento del sacristán, el cura y el cabo de la Guardia Civil.
La orquestación de la canción fue llevada a cabo por Antoni Ros-Marbá, con la ayuda de Gian Piero Reverberi y Juan Carlos Calderón como arreglistas.La canción, junto con el resto de temas que componen el disco, fueron grabadas en Milán en cinco días para la discográfica Zafiro.

## Recepción
La canción se ha convertido en un símbolo para explicar los fenómenos de despoblación de las regiones agrícolas del interior, el envejecimiento demográfico en las regiones rurales y el fenómeno del éxodo de la población más joven a las ciudades a partir de los años 1960 en España.
Con motivo de la salida del disco, Serrat en una entrevista con el periodista musical Joaquín Luqui comentó que, aparte de su interpretación de la emigración rural en España en el tardofranquismo, otro significado de la canción se orienta más hacía un espírirtu de rebeldía frente a un sentimiento de derrota y contra el sistema.
Es una de las canciones que solía estar presente en los repertorios que Serrat interpretaba en directo. Motivo por lo cual es una canción que ha aparecido en varios álbumes recopilatorios del solista o en compañía de otros artistas.
La canción ha sido también versionada por varios artistas, como las cantantes portorriqueña Lucecita Benítez, uruguaya Malena Muyala o el cubano Santiago Feliú.La cantante Malú eligió este tema en el disco de homenaje que le dedicaron a Serrat en 2005.

## Referencías
1. 1 2 3 4 5 6 7 8 9 10  García Gil, Luis (2010). Serrat. Cantares y huellas. Lleida (España): Milenio. ISBN 978-84-9743-424-9.
2. 1 2 3 4 5  Moreno, Fidel (2018). «Mediterráneo: Serrat en la cumbre». ¿Qué me estás cantando? Memoria de un siglo de canciones. Debate. pp. 1031-1059. ISBN 9788499928098.
3. 1 2 3  García-Escudero Dominguez, María del Pilar (2012). «Las clases de español con ayuda de los cantautores». La cultura española, entre la tradición y la modernidad, nuevos retos para la enseñanza del español: actas del XLVI Congreso Internacional de la AEPE (Asociación Europea de Profesores de Español): 301-314. ISBN 978-84-615-9552-5. Consultado el 3 de diciembre de 2024.
4. ↑  Valero Escandell, José Ramón (2017). «Medio siglo de natalidad en España, 1964-2014». La población en España: 40 años de cambio (1975-2015): 181-208. ISBN 978-84-16724-39-0.
5. ↑  Valdeón, Julio (2017). Sabina. Sol y Sombra. Efe Eme. p. 580. ISBN 9788495749147.
6. 1 2  Collell, Jaume (2024). Serrat. La música de una vida. Debate.

- Datos: Q131386018